# Canadian Solar
Canadian Solar Inc. (CSI) ist ein kanadischer Hersteller von Solarmodulen. Der Sitz des Unternehmens befindet sich in Guelph, Ontario, die Produktion überwiegend in China.
Canadian Solar wurde 2001 von Shawn Qu, der 1987 aus China nach Kanada emigrierte, gegründet. Seitdem wurden mehr als 15 GW Module ausgeliefert.
2015 wurde der amerikanische Solarentwickler Recurrent Energy übernommen.

## Produktion
Die Produktionskapazität betrug Ende 2015 4,33 GW. Davon befanden sich 2,7 GW in der VR China (Changshu/Jiangsu und Luoyang/Henan), 500 MW in Guelph, Ontario und 330 MW in Südostasien.